# 41 Arae
Désignations
41 Arae est un système d'étoile multiple, comprenant au total 4 étoiles. Le système est situé à 28,7 années-lumière de la Terre dans la constellation de l'Autel. Il s'agit d'une des étoiles les plus proches du système solaire.
La première étoile une naine jaune-orange de la séquence principale et de type spectral G8V. Sa taille est d'environ 58 % celle du Soleil et sa luminosité de 42 %. Les trois autres étoiles sont des naines rouges, et sont très éloignées de l'étoile principale.